# Zero infinito
Albums de Renato Zero
Doppio zero
(2007) Presente
(2009)
Zero infinito est un album discographique triple de Renato Zero, publié en 2008.

## Chansons
Disque 1
1. Io Uguale Io
2. Triangolo
3. Vivo
4. Madame
5. No! Mamma, No!
6. Baratto
7. Inventi
8. Un Uomo Da Bruciare
9. Morire Qui
10. La Tua Idea
11. La Favola Mia
12. Mi Vendo
13. Periferia
14. Il Cielo
15. Sesso O Esse

Disque 2
1. Grattacieli Di Sale
2. Arrendermi Mai
3. Sbattiamoci
4. Il Carrozzone
5. Il Caos
6. Uomo, No
7. Metro'
8. Motel
9. Manichini
10. Rh Negativo
11. L'Ambulanza
12. Fermo Posta
13. Sgualdrina
14. Una Guerra Senza Eroi
15. Regina

Disque 3
1. Non Basta Sai
2. In Mezzo Ai Guai
3. La Carroza
4. Triangulo
5. Una Merenda Di Fragole
6. Triangolo
7. Morire Qui
8. Mi Vendo
9. Crescendo